# Aaron Cohen (judoka)
Aaron Cohen (28 de septiembre de 1981) es un deportista estadounidense que compitió en judo. Es hijo del también judoka Irwin Cohen.
Ganó cinco medallas en el Campeonato Panamericano de Judo entre los años 2000 y 2007.

## Palmarés internacional
| Campeonato Panamericano | Campeonato Panamericano  | Campeonato Panamericano | Campeonato Panamericano |
| Año                     | Lugar                    | Medalla                 | Categoría               |
| ----------------------- | ------------------------ | ----------------------- | ----------------------- |
| 2000                    | Orlando (Estados Unidos) | Medalla de bronce       | –81 kg                  |
| 2003                    | Salvador (Brasil)        | Medalla de plata        | –81 kg                  |
| 2005                    | Caguas (Puerto Rico)     | Medalla de bronce       | –81 kg                  |
| 2006                    | Buenos Aires (Argentina) | Medalla de bronce       | –81 kg                  |
| 2007                    | Montreal (Canadá)        | Medalla de bronce       | –81 kg                  |